# Dracaena angustifolia
Dracaena angustifolia är en sparrisväxtart som först beskrevs av Friedrich Casimir Medicus, och fick sitt nu gällande namn av William Roxburgh. Dracaena angustifolia ingår i släktet dracenor, och familjen sparrisväxter. Inga underarter finns listade i Catalogue of Life.